# Julián Benítez
Julián Alfonso Benítez Franco (Pilar, 6 giugno 1987) è un calciatore paraguaiano, attaccante della LDU Quito.

## Carriera

### Club
Nel 2004 debutta con il Guaraní.

### Nazionale
Il debutto con la Nazionale paraguaiana arriva nel 2011.